# Goiana
Goiana (pronúncia AFI: [gojˈɐ̃nɐ]  ouça) é um município brasileiro do estado de Pernambuco, Região Nordeste do país. Encontra-se localizado no extremo norte da Região Metropolitana do Recife, fazendo divisa com a Região Metropolitana de João Pessoa. Está situado no litoral, a 62 km do Recife, 51 km da capital paraibana e 2 187 km de Brasília. Sua população estimada em 2024 era de 85 160 habitantes e a sede municipal se situa a treze metros de altitude.
Seu centro histórico foi declarado Patrimônio Histórico Nacional no ano de 1938. No ano de 2007 o município foi classificado pelo IBGE como um centro de zona A, pela sua influência sobre os municípios vizinhos, principalmente da sua microrregião e do Litoral Sul Paraibano. Ele também possui o ponto continental mais oriental de seu estado, a Ponta do Funil, uma espécie de cabo, no distrito litorâneo de Ponta de Pedras.
O município de Goiana é dividido em três distritos: Sede, Ponta de Pedras e Tejucopapo, e possui o quarto maior PIB do de Pernambuco, estimado em 10,2 bilhões de reais (IBGE/2019), e o segundo maior PIB per capita do estado, com R$ 128 206,09, destacando-se pelas indústrias automobilística e farmacoquímica e pela cultura da cana-de-açúcar. Durante a época colonial foi sede da Capitania de Itamaracá por duas vezes, e por muito tempo foi a segunda cidade mais importante do estado de Pernambuco.

## História

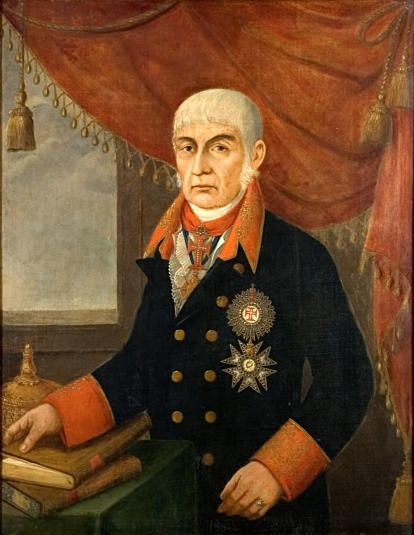
Correia Picanço, o barão de Goiana, fundou as primeiras faculdades de medicina do Brasil, e é "Patriarca da Medicina Brasileira".

A história de Goiana está muito ligada aos engenhos da região. Os goianenses participaram ativamente da Batalha das Heroínas de Tejucopapo (1646), da Revolução Pernambucana (1817), da Confederação do Equador (1824) e da Revolução Goianense (1825). A vila operária de Goiana é considerada a primeira do seu tipo na América Latina. A localidade foi elevada à categoria de freguesia 1568, de vila em 15 de janeiro de 1711, ganhou foros de cidade em 5 de maio de 1840 e de sede de município em 3 de agosto de 1892, tendo como seu primeiro prefeito o Dr. Belarmino Correia de Oliveira.
A origem mais provável do nome Goiana é que venha da palavra em tupi-guarani "Guyanna", que significa "terra de muitas águas". O topônimo do município aparece pela primeira vez nos catálogos da Companhia de Jesus, em 1592, com o nome de aldeia de "Gueena". O mesmo documento, em 1606, registra-o com a grafia modificada para "Goyana" e, finalmente Goiana. O historiador Francisco Adolfo de Varnhagen disse que Goiana é uma palavra de origem da língua tupi, que significa: gente estimada. Outros filólogos divergem e dizem ter o significado de mistura ou parente, alguns como Frei Vicente de Salvador, em 1627, definiu como sendo porto ou ancoradouro.
Sabe-se que muito antes da chegada dos portugueses ao Brasil, Goiana, assim como diversas outras localidades da América, já era habitada por indígenas, inúmeros historiadores defendem seus estudos e com isso, daí, nasce uma diversidade de teorias, principalmente sobre suas origens. Existem diversas teses sobre a origem da cidade de Goiana, das tais a mais aceita é a de que a cidade surgiu quando Diogo Dias ganhou e fundou o Engenho Recuzaém. A segunda tese é a de que em 1501 com a finalidade de explorar a costa brasileira expedições portuguesas já tinham aportado o litoral goianense em uma praia, hoje denominada Ponta de Pedra. Existindo ainda a terceira tese, a qual diz que a primeira povoação de Goiana esteve no Engenho Japumim, também fundado por Diogo Dias, segundo historiadores.

### Período colonial

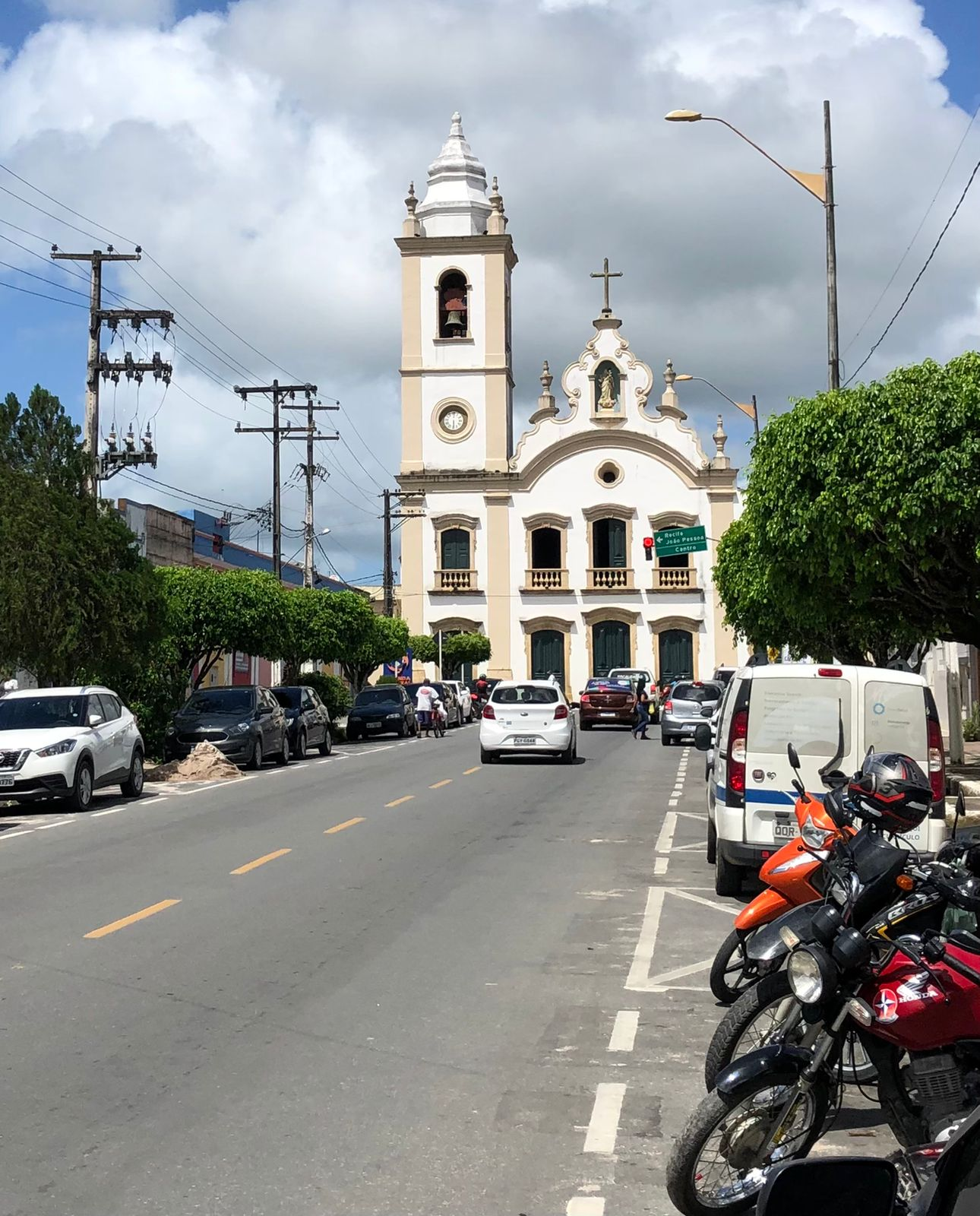
Avenida Marechal Deodoro da Fonseca com a Igreja de Nossa Senhora do Rosário no centro da imagem.

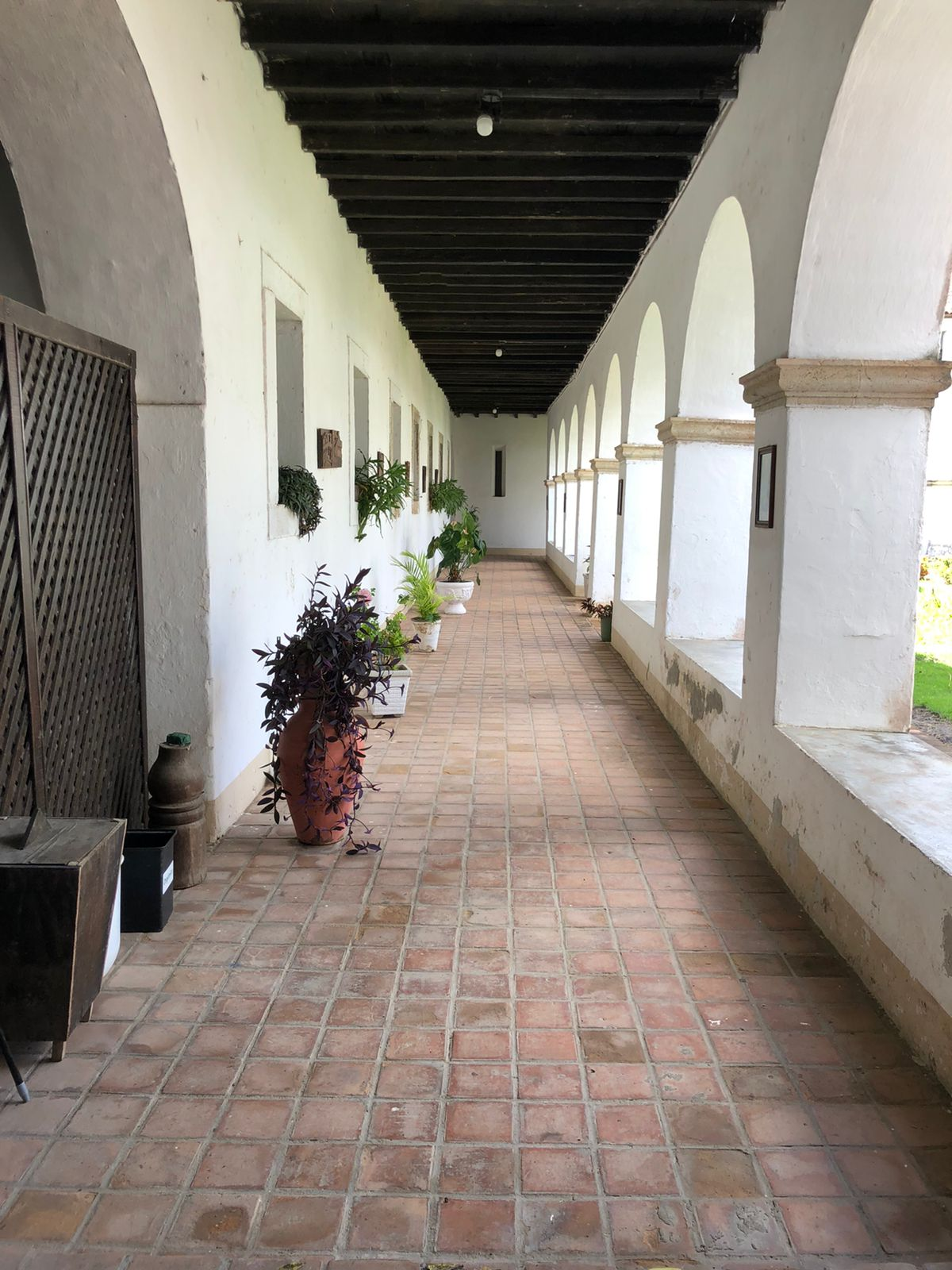
Corredor interno do Convento de Santo Alberto de Sicília.

A colonização jamais realizou os propósitos da empresa mercantil que impulsionou as navegações. Montada especificamente para a troca, ela operava sempre na pressuposição da existência de produção local, nas áreas com que mantinha a troca. O problema da colonização apresenta, assim, grandes dificuldades, uma vez que a estrutura econômica portuguesa não estava preparada para enfrentá-lo. Nesse período, Goiana foi uma das principais produtoras de cana-de-açúcar no estado de Pernambuco; o Rio Goiana, que corta a cidade, abrigava um importante porto, que escoava a produção do local. Foi durante este período que Goiana foi, por diversas vezes, sede da capitania de Itamaracá, e permaneceu como segunda cidade mais importante do estado, até o fim deste período.
A povoação foi elevada a freguesia em 1568 quando Diogo Dias, um cristão-novo de muitas posses, comprou de Jerônimo de Albuquerque dez mil braças de terra próximas à atual cidade de Goiana, então Capitania de Itamaracá, estabelecendo um engenho fortificado no Vale do Rio Tracunhaém. Este colono foi alvo do ataque ao engenho Tracunhaém, em 1574, no qual índios potiguaras exterminaram toda a população do engenho. Este episódio provocou a extinção da capitania de Itamaracá e a criação da capitania da Paraíba.
Em fevereiro de 1640 defrontaram-se entre Goiana e a ilha de Itamaracá a esquadra ibérica de Fernando de Mascarenhas, conde da Torre, e a holandesa, comandada por Willem Loos, num combate que seria imortalizado em quatro gravuras de Frans Post. No dia 24 de abril do ano de 1646, armadas com paus, pedras, panelas, pimenta e água fervente, as mulheres de Tejucopapo, atual distrito do município, venceram os holandeses que ameaçavam suas terras e famílias. Este evento é conhecido e retratado em um filme denominado "Epopeia das Heroínas de Tejucupapo", que no último domingo de abril é recontada a história, através de uma encenação teatral ao ar livre no marco histórico pelo Clube das Mães, na zona rural do município. A encenação mostra a vida de mulheres que lutaram contra os invasores e contra o preconceito, atraindo cerca de cinco mil pessoas em média por ano.

### Período imperial
Após a independência de Portugal em 7 de setembro de 1822, que resultou no fim do "Brasil Colônia" (1500-1822), o Brasil torna-se uma monarquia constitucional, período denominado "Brasil Império" (1822-1889). D. Pedro I retorna a Portugal para assegurar que sua filha assumisse o trono português. Após um período regencial, D. Pedro II, aos catorze anos de idade, é coroado o segundo imperador do Brasil.
No ano de 1859, Dom Pedro II, imperador do Brasil, visitou a cidade de Goiana, chegando acompanhado por uma comitiva com quase quinhentos cavaleiros. Na véspera todos os preparativos foram realizados para receber o monarca. O que havia de melhor nos engenhos foi trazido para o sobrado onde ele se hospedou. Foram à cidade pessoas das regiões circunvizinhas, atraídas pela visita do imperador. Dom Pedro II conheceu as igrejas e encantou-se com a beleza do Cruzeiro do Carmo, no centro. Ele chegou a visitar também o hospital, as repartições públicas, as escolas e elogiou o avanço dos alunos no latim. Mais tarde, ainda participou de solenidade na Igreja da Matriz, onde escutou a Banda Saboeira à porta depois seguiu para o bairro do Tanquinho para ver como era feito o abastecimento de água da cidade e considerou a situação do porto fluvial aproveitando para discutir melhoramentos.[carece de fontes?]

#### Abolição da Escravatura
A abolição em Goiana foi declarada no dia 25 de março de 1887. Em meio a escravos se rebelando e fazendo revoluções almejando o fim da escravidão pelo Brasil, acabou se criando em Goiana um clube abolicionista chamado O Terpsícore, que buscava levantar fundos para a libertação dos escravos. Havia também na cidade o Clube do Cupim, cujo objetivo era "roubar" escravos de seus senhores e enviá-los ao estado do Ceará, onde já não havia escravidão por lei.
Em Goiana, a abolição foi declarada de maneira mais prática, pois deixaram a burocracia de lado. Basílio Machado, um sapateiro abolicionista, infiltrava-se nos engenhos pedindo para trabalhar. Ao ganhar a confiança do senhor do engenho, ele elaborava um plano para fugir com os escravos e escondê-los na olaria de José Pires Vergueiro que se encarregava de enviá-los para o Ceará. A campanha abolicionista em Goiana tinha o apoio da população em geral e foi um dos quartéis general na luta pela liberdade dos negros. A cidade acabou sendo a primeira a libertar seus escravos no estado mesmo com o enorme número de engenhos que possuía. Enquanto em Goiana já havia a liberdade de escravos, a Lei Áurea era assinada no Rio de Janeiro, então capital do Brasil, pela Princesa Isabel do Brasil e pelo Ministro da Agricultura da época Conselheiro João Alfredo Correia de Oliveira, no dia 13 de maio de 1888,extinguindo assim a escravidão no resto do Brasil. A Princesa Isabel sancionou a Lei Áurea, na sua terceira e última regência, estando o Imperador D. Pedro II em viagem ao exterior.

### Período republicano
Dom Pedro II foi deposto em 15 de novembro de 1889 por um golpe militar liderado pelo republicano Deodoro da Fonseca, que se tornou o primeiro presidente de facto do país, através de ascensão militar. E permaneceu no cargo até o ano de 1891, quando assumiu a presidência o Marechal Floriano Peixoto, que foi considerado o consolidador da república.
Durante esse período, apareceu o primeiro ônibus de que se tem notícia no Brasil, foi um veículo da marca francesa Panhard-Levassor, importado no ano 1900 pela Companhia de Transporte de Goiana, que na época era a mais importante cidade de Pernambuco, depois da capital, Recife. Destinava-se o referido veículo ao transporte de passageiros entre as duas cidades pela histórica estrada de rodagem, hoje a BR-101. No dia 23 de março de 1903, o veículo, com lotação de doze passageiros, fez sua primeira viagem, saindo do centro de Goiana e chegando até a cidade de Olinda, onde parava para o almoço. E seguiam da cidade de Olinda até o Recife levando mais uma hora para chegar ao destino. O ônibus não durou muito, pois uma viagem total, que teria setenta quilômetros, levava cerca de nove horas. E as viagens suburbanas custavam muito.
Também nessa época se instalou na cidade a Fiação de Tecidos Goiana - Fiteg, composta da fábrica, da casa do proprietário e da vila operária, a primeira do seu tipo na América Latina, além de ser um importante marco da arquitetura do início do século XX, tem a peculiaridade de todas as edificações seguirem a mesma modulação: cada habitação representa um módulo, a que tanto a fábrica, quanto a casa do proprietário obedeceram, repetindo, no entanto, tantos módulos, quantos se fizeram necessários. As casas, estreitas, geminadas, com vão abrindo-se diretamente para os logradouros, são distribuídas em nove quadras, num total de 376 habitações. A fábrica foi fechada na década de 1980 depois de declarar a sua falência, deixando centenas de goianenses desempregados, e mesmo que foram discutidas medidas pelo governo, a fábrica realmente fez a declaração, demitindo, de pouco em pouco os trabalhadores..

### História recente
No final da década de 1990, surgiram rumores de que Goiana receberia um aeroporto internacional, as quais foram reafirmadas pelo falecido ex-governador do estado Eduardo Campos, o projeto que contempla também um porto e um polo industrial ainda está em desenvolvimento. No ano de 2004 assumiu a prefeitura o empresário Beto Gadelha, que oficializou a implantação do Polo Farmacoquímico de Pernambuco no município de Goiana. Ele teve o mandato cassado pelo TSE no ano de 2006, tendo então que ser feita novas eleições no município. No então ano de 2006, assumiu a prefeitura, Henrique Fenelon, que foi reeleito no ano de 2008, sendo assim o primeiro prefeito reeleito da história de Goiana. A cidade ocupa atualmente a 52ª posição na lista das cidades mais violentas do país.

## Geografia

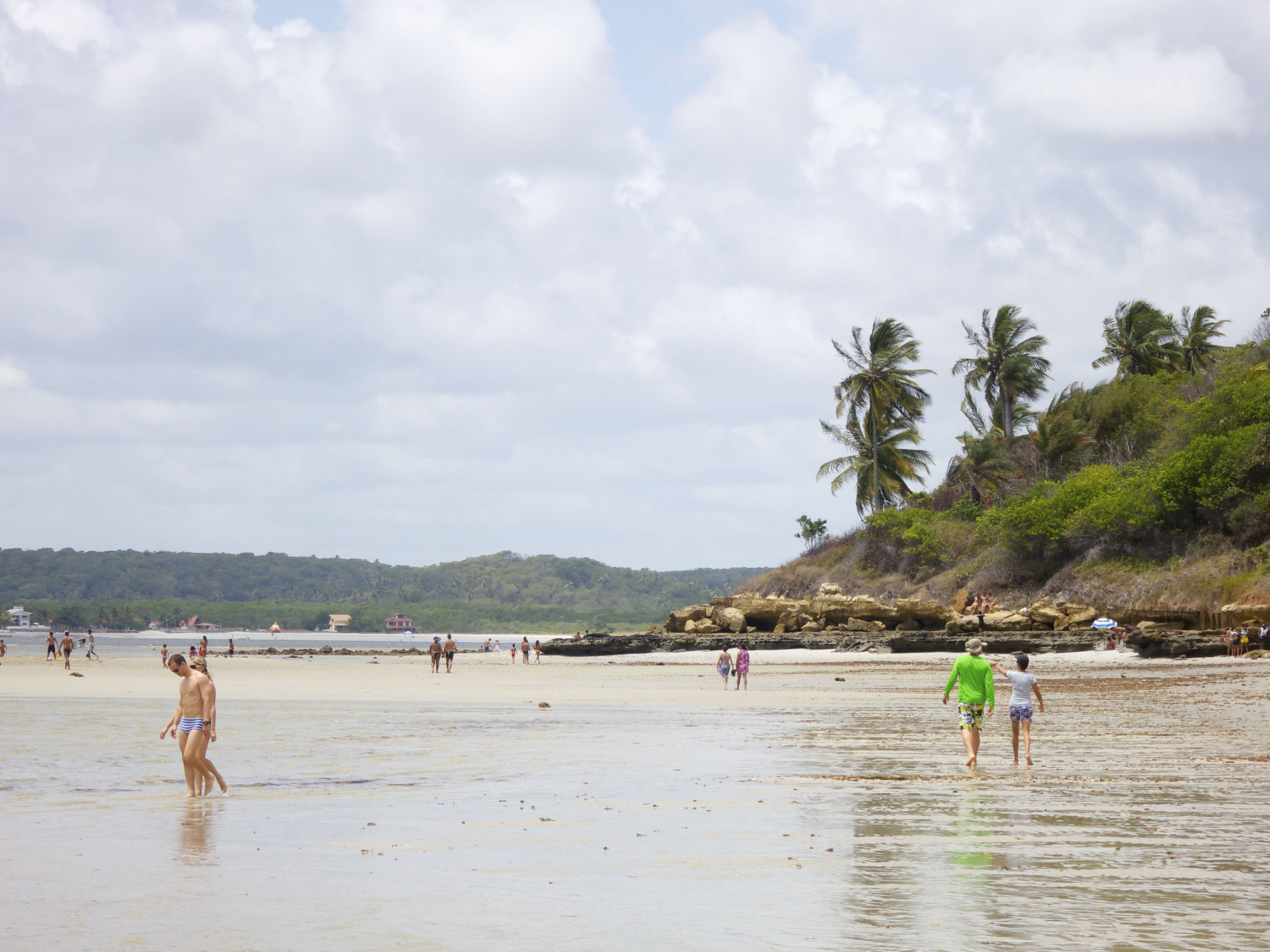
Ponta do Funil, ponto continental mais oriental do estado de Pernambuco.

O município de Goiana está localizado na Bacia hidrográfica do Rio Goiana, possui poucas montanhas, possui diversas praias e seu clima é tropical. De acordo com a divisão regional vigente desde 2017, instituída pelo IBGE, o município pertence às Regiões Geográficas Intermediária do Recife e Imediata de Goiana-Timbaúba. Até então, com a vigência das divisões em microrregiões e mesorregiões, fazia parte da microrregião da Mata Setentrional Pernambucana, que por sua vez estava incluída na mesorregião da Mata Pernambucana.

### Áreas de influência
A região do município de Goiana é uma das mais populosas do Nordeste, num raio de 100 km da sede do município podem ser encontradas mais de 6 milhões de pessoas entre os estados de Pernambuco e Paraíba, encontrando-se também, dois aeroportos internacionais (Guararapes e Castro Pinto) e três portos (Recife, Cabedelo e Suape), a cidade é um ponto estratégico importante entre Recife e João Pessoa, além da proximidade de outros centros de zona como Timbaúba, Carpina e Caruaru.
Os municípios limítrofes de Goiana são Itaquitinga, Igarassu, Itapissuma, Itamaracá, Itambé, Condado, Caaporã, Pitimbu, e Pedras de Fogo. Estes municípios estão integrados de certa forma com Goiana, tanto pelos empregos, como também pelo comércio e pelo turismo, por este motivo, no ano de 2007 o município de Goiana foi classificado pelo Instituto Brasileiro de Geografia e Estatística como um Centro de Zona A, pela sua influência sobre as cidades vizinhas.

### Relevo
O município de Goiana está localizada no extremo nordeste do estado de Pernambuco, e se desenvolveu em uma planície litorânea ou aluvional (fluviomarinha), constituída por ilhas, penínsulas, alagados, manguezais e pequenas montanhas e dunas, que possuem altitudes abaixo dos 80 metros de altura, apresentando algumas grandes planícies como por exemplo na sua sede e na praia de Catuama.
O grande número de rios do município tem sua foz principal no oceano Atlântico, já que o leste municipal é totalmente banhado por este oceano, e possuindo também diversos terrenos pantanosos e manguezais. Seu litoral possui 18 km de extensão, apresentando-se como destaque suas seis praias e a ilha de Itapessoca, suas praias possuem alguns arrecifes e, na maioria dos seus trechos são retas. São incomuns em Goiana os grandes abalos sísmicos ou terremotos. E também não existe atividade vulcânica expressiva, nem no município de Goiana nem nos municípios circunvizinhos. Goiana fica inserida em regiões de tabuleiros e baixadas costeiras.

### Hidrografia
O município de Goiana encontra-se inserido nos domínios da Bacia Hidrográfica do Rio Goiana. Seus principais tributários são os rios Goiana, Capibaribe-Mirim, Tracunhaém, Megaó, Barrado Goiana, da Guabiraba, Itapessoca, Itapirema, Corope e Arataca e os riachos Cupissura, Milagre, da Pitanga, Farias, João Marinho, Água do Bicho, da Ponta Branca, Ibeapecu e do Boi. Os principais açudes são: Jacaré, Zombeiro, da Mata, Santa Teresa, da Prata e a Lagoa de Catuama. Todos os cursos d’água no município têm regime de escoamento perene e o padrão de drenagem é o dendrítico.

#### Águas subterrâneas
O município está inserido no Domínio Hidrogeológico Intersticial e no Domínio Hidrogeológico Fissural. O Domínio Hidrogeológico Intersticial é composto de rochas sedimentares da Formação Beberibe, Grupo Barreiras, Depósitos Aluvionares, Depósitos Fluviolagunares, e dos Depósitos Fluviomarinhos. O Domínio Hidrogeológico Fissural é formado por rochas do embasamento cristalino que engloba o subdomínio de rochas metamórficas, constituído do Complexo Vertentes e do Complexo Belém do São Francisco.
O abastecimento de água é feito por trinta poços que retiram águas dos recursos superficiais e subterrâneos do município, sendo dezenove públicos e onze particulares. Abastecendo a imensa maioria de sua população.

### Clima
O clima de Goiana é considerado tropical atlântico (do tipo As segundo o modelo de Köppen-Geiger), e a média anual das temperaturas é de 24,9 °C, chegando aos 31 ºC no verão e ficando abaixo dos 20 ºC no inverno. Por se tratar de uma cidade litorânea, o efeito da maritimidade é bastante perceptível, traduzindo-se em amplitudes térmicas relativamente baixas. A precipitação média anual é de 1 924 milímetros, concentrados principalmente no inverno, entre março e julho, com uma pequena estação seca entre outubro e dezembro. Devido à pouca concentração de edifícios, não é comum o surgimento de ilhas de calor, por isso os termômetros permanecem abaixo da marca dos 40 °C, mesmo nos meses mais quentes do ano.
Segundo dados da Superintendência do Desenvolvimento do Nordeste (SUDENE), referentes ao período de 1963 a 1970 e 1979 a 1985, o maior acumulado de chuva registrado em Goiana foi de 160 mm em 12 de junho de 1965. Outros grandes acumulados foram 145,4 mm em 5 de julho de 1963, 143 mm em 13 de junho de 1965, 137,6 mm em 10 de junho de 1980, 136,6 mm em 26 de abril de 1970, 134 mm em 8 de maio de 1985, 133,2 mm em 18 de fevereiro de 1982, 118,8 mm em 22 de maio de 1984, 117,2 mm em 5 de abril de 1967, 108,2 mm em 19 de março de 1983, 106 mm em 17 de setembro de 1982, 103 mm em 5 de junho de 1980 e 102,6 mm em 3 de julho de 1966. Em um mês o maior volume observado foi de 713,5 mm em junho de 1965.
| Dados climatológicos para Goiana (1991-2020)       | Dados climatológicos para Goiana (1991-2020) | Dados climatológicos para Goiana (1991-2020) | Dados climatológicos para Goiana (1991-2020) | Dados climatológicos para Goiana (1991-2020) | Dados climatológicos para Goiana (1991-2020) | Dados climatológicos para Goiana (1991-2020) | Dados climatológicos para Goiana (1991-2020) | Dados climatológicos para Goiana (1991-2020) | Dados climatológicos para Goiana (1991-2020) | Dados climatológicos para Goiana (1991-2020) | Dados climatológicos para Goiana (1991-2020) | Dados climatológicos para Goiana (1991-2020) | Dados climatológicos para Goiana (1991-2020) |
| Mês                                                | Jan                                          | Fev                                          | Mar                                          | Abr                                          | Mai                                          | Jun                                          | Jul                                          | Ago                                          | Set                                          | Out                                          | Nov                                          | Dez                                          | Ano                                          |
| -------------------------------------------------- | -------------------------------------------- | -------------------------------------------- | -------------------------------------------- | -------------------------------------------- | -------------------------------------------- | -------------------------------------------- | -------------------------------------------- | -------------------------------------------- | -------------------------------------------- | -------------------------------------------- | -------------------------------------------- | -------------------------------------------- | -------------------------------------------- |
| Temperatura máxima média (°C)                      | 31,2                                         | 31,5                                         | 31,5                                         | 30,9                                         | 30,2                                         | 29,1                                         | 28,6                                         | 28,6                                         | 29,2                                         | 29,9                                         | 30,4                                         | 30,9                                         | 30,2                                         |
| Temperatura média compensada (°C)                  | 26,4                                         | 26,7                                         | 26,6                                         | 26,3                                         | 25,5                                         | 24,5                                         | 23,9                                         | 24                                           | 24,5                                         | 25,4                                         | 25,9                                         | 26,2                                         | 25,5                                         |
| Temperatura mínima média (°C)                      | 22,7                                         | 23                                           | 23,2                                         | 23,2                                         | 22,7                                         | 22                                           | 21,5                                         | 21                                           | 21,2                                         | 21,8                                         | 22,2                                         | 22,7                                         | 22,3                                         |
| Precipitação (mm)                                  | 96,6                                         | 118,1                                        | 162,8                                        | 217,2                                        | 254,9                                        | 311,3                                        | 246,4                                        | 149,4                                        | 80                                           | 41,4                                         | 34,9                                         | 58,5                                         | 1 771,5                                      |
| Dias com precipitação (≥ 1 mm)                     | 10                                           | 10                                           | 14                                           | 15                                           | 17                                           | 20                                           | 21                                           | 16                                           | 11                                           | 8                                            | 6                                            | 7                                            | 155                                          |
| Fonte: Atlas Climatológico do Estado de Pernambuco |                                              |                                              |                                              |                                              |                                              |                                              |                                              |                                              |                                              |                                              |                                              |                                              |                                              |

### Fauna e flora
Goiana se encontra em domínios de Mata Atlântica e de manguezais, mas devido à exploração nos períodos colonial e imperial e, atualmente no crescimento da cidade, sobraram poucas áreas de sua vegetação nativa. São encontrados ainda manguezais nas cercanias dos rios Goiana, Capibaribe-Mirim e Tracunhaém e Mata Atlântica em zonas de preservação das Usinas Maravilha e Santa Teresa, também da reserva particular da praia de Tabatinga, que pertence a U. Santa Teresa e ao norte do distrito de Tejucopapo, na Mata de Megaó. A mata da Usina é considerada pela CPRH uma mata em bom estado de conservação, já as matas de Megaó e de Massaranduba, são consideradas em estado regular de conservação pela mesma instituição.
Das espécies de plantas encontradas no município de Goiana, há uma que é originalmente dele: a Capiúba (Tapirira guianensis) teve seu nome científico posto em homenagem ao município. As espécies de plantas mais comuns na região são a Capiúba (Tapirira guianensis), Cabotâ-de-leite (Thyrsodium schomburkianum), Sucupira-branca (Bowdichia vigiloides) e Loureiros (Ocotea spp) e os animais da fauna local são o Anu-preto (Crotophaga ani), Anu-branco (Guira guira), Bem-te-vi (Pitangus Sulphuratus), Urubu, (Coragyps atratus) e outros como tatu, preguiça, pardal, preá e iguana. Ficam localizados no município estuários e manguezais do Rio Goiana e Megaó, do Rio Itapessoca e do Canal de Santa Cruz, sendo possível encontrar diversas espécies de crustáceos e moluscos, as mais comuns delas são o Siri (Callicnetes spp), Guaiamu (Cardisoma guanhumi), Tainha (Mugil Curema), Caranguejo-ucá (Ucides Cordatus), Ostra (Cassostrea rizophorae) e o Marisco-pedra (Anomalocardia braziliana).
Monopolizadora na ocupação do solo, a cana-de-açúcar, em sua expansão, tem motivado a destruição de grande parte da cobertura florestal das várzeas e das encostas com altas declividades, apesar das restrições dessa última categoria de área ao uso agrícola, especialmente a culturas temporárias. Em consequência, a cobertura florestal, no espaço canavieiro de Goiana, restringe-se a alguns vales nas porções central e oriental do município, onde os remanescentes da Mata Atlântica apresentam-se, em sua maior parte, degradados ou substituídos por bambu (Bambusa vulgaris) e outras plantações.

## Demografia

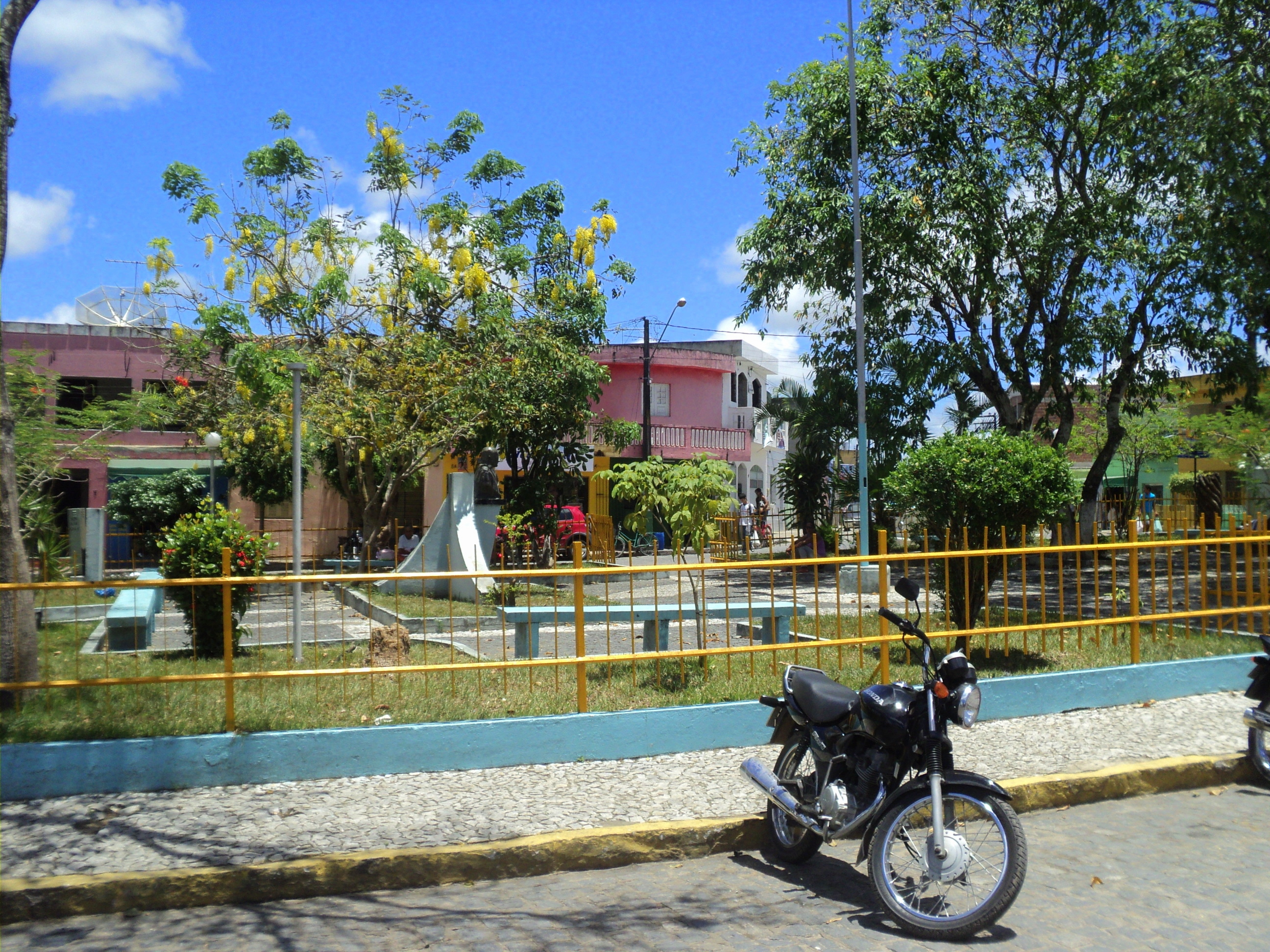
Centro de Goiana

A população total do município de Goiana em 2000 era de 71 177 habitantes, sendo comparável ao número de habitantes de países como Andorra e Dominica. No mesmo ano, 49,3% da população eram homens, e 50,7% da população eram mulheres. Seus distritos são Sede com 55 260 hab., Tejucopapo com 8.187 hab. e Ponta de Pedra com 7 730 hab., desses 61,2% da população (43 531 hab.) são de zona urbana e 36,7% (27 646 hab.) são em zona rural. A distribuição populacional de Goiana está concentrada principalmente na sede do município, em destaque os bairros Centro, Nova Goiana e Flexeiras, os distritos de Tejucopapo e Ponta de Pedras também possuem quantidade razoável de moradores.
No ano de 2011 a população municipal era de 75.987 habitantes, tornando-se a 19ª maior em população do estado de Pernambuco. A densidade demográfica no município no ano de 2009 era de 148,5 hab/km², sendo comparável as Ilhas Virgens Britânicas e a Gâmbia. A média de moradores por domicílio era de 4,2 no ano de 2000. O IDH municipal no ano de 2000 era de 0,692; sendo comparável ao IDH de países como África do Sul, Tadjiquistão e Vanuatu.

### Etnias
A população goianense é formada principalmente por descendentes de povos indígenas, colonos portugueses, escravos africanos e diversos grupos de imigrantes que se estabeleceram no Brasil e em Pernambuco, sobretudo entre os anos de 1820 e de 1970, principalmente de holandeses. No estado de Goiás, a última Pesquisa Nacional por Amostra de Domicílio, realizada pelo IBGE, revelou as seguintes proporções no tipo físico da população: pardos, 59,3%; brancos, 36,3%; pretos, 4,9%; e amarelos ou indígenas, 0,4%.

### Religião
A maior parte da população goianense é seguidora da Igreja Católica Apostólica Romana, religião que teve profunda influência ao longo do desenvolvimento histórico do município. A predominância do catolicismo tende a decrescer em virtude da recente ascensão do protestantismo e a importância histórica das religiões afro-brasileiras, o Candomblé e a Umbanda, na formação cultural e ética do povo. Apesar de terem sido perseguidas em todo o país até o começo do século XX, quando a prática religiosa não católica era reprimida pela polícia. Além disso, é pertinente assinalar o surgimento de novas religiões de origem oriental ou esotérica, até então quase desconhecidas pela sociedade goianense. E também o crescimento dos sem-religião vem sendo notada chegando a mais de 15% da população.
Estando localizado no país mais católico do mundo em números absolutos. A Igreja Católica teve seu estatuto jurídico reconhecido pelo governo federal em outubro de 2009, ainda que o Brasil seja atualmente um estado oficialmente laico. A cidade possui os mais diversos credos protestantes ou reformados, como a Assembleia de Deus, a Congregação Cristã no Brasil, a Igreja Cristã Maranata, a Igreja Presbiteriana, as igrejas batistas, a Igreja Adventista do Sétimo Dia e a Igreja Universal do Reino de Deus, entre outras. Há um considerável avanço destas igrejas, em todas as partes da cidade, em todas as classes sociais.

## Política

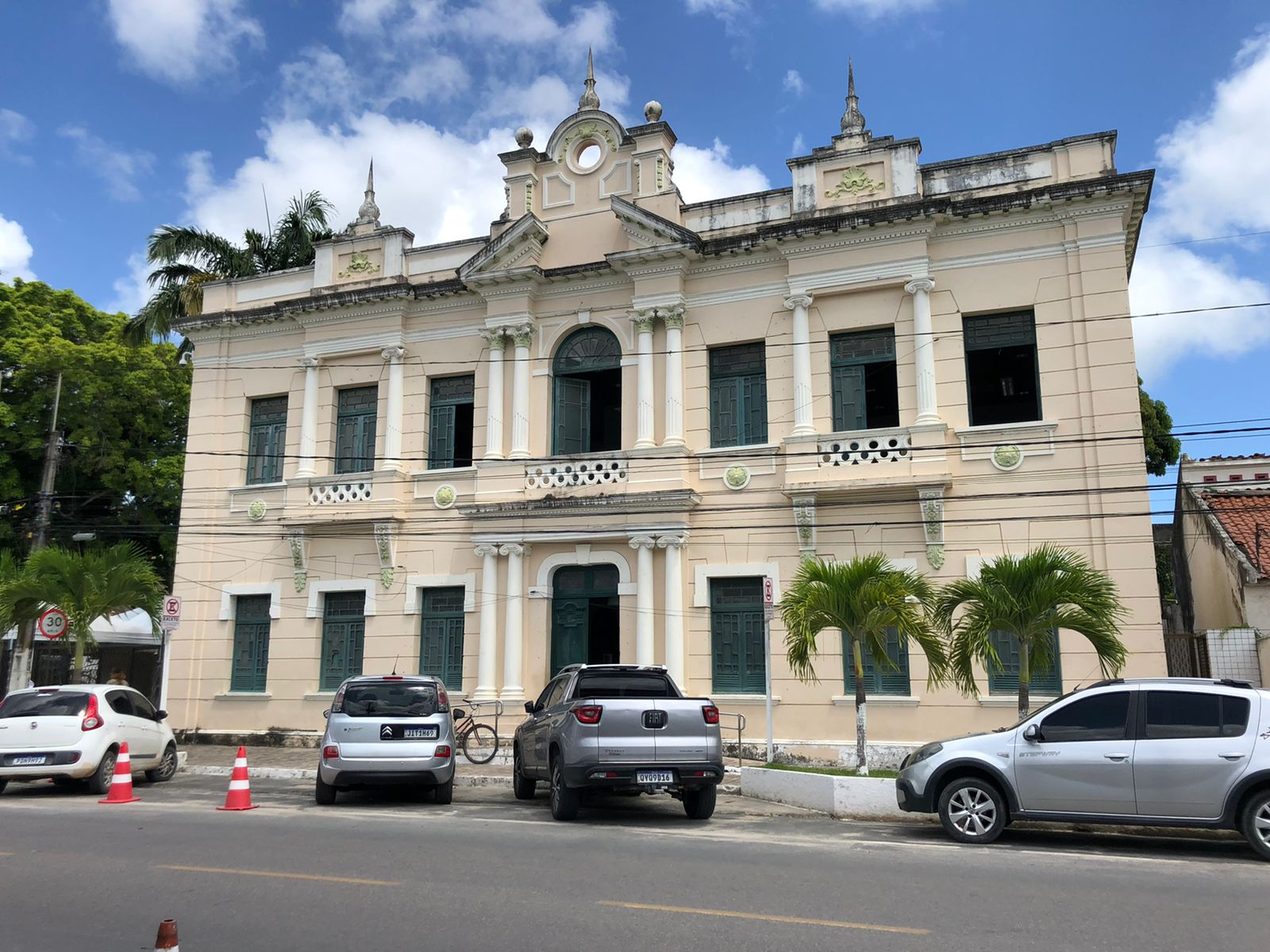
Prefeitura

De acordo com a Constituição de 1988, Goiana está localizada em uma república federativa presidencialista. A forma de Estado foi inspirada no modelo estadunidense, no entanto, o sistema legal brasileiro segue a tradição romano-germânica do Direito Positivo. O federalismo no Brasil é mais centralizado do que o federalismo estadunidense; os estados brasileiros têm menos autonomia do que os estados norte-americanos, especialmente quanto à criação de leis.
Em Goiana, o Poder Executivo é representado pelo prefeito e gabinete de secretários, em conformidade ao modelo proposto pela Constituição Federal. O Poder Legislativo é constituído à câmara, composta por 10 vereadores eleitos para mandatos de quatro anos (em observância ao disposto no artigo 29 da Constituição). Cabe à casa elaborar e votar leis fundamentais à administração e ao Executivo, especialmente o orçamento participativo (Lei de Diretrizes Orçamentárias). Conquanto seja o poder de veto assegurado ao prefeito, o processo de votação das leis que se lhe opõem costuma gerar conflitos entre Executivo e Legislativo. O Poder Judiciário, cuja instância máxima é o Supremo Tribunal Federal, por sua vez é responsável por interpretar a Constituição Federal. O município de Goiana, não possui assim, constituições próprias, em vez disso possui leis orgânicas. O ex-prefeito Beto Gadelha, eleito no ano de 2004, teve o mandato cassado no ano de 2006 pelo Tribunal Superior Eleitoral (TSE) por abuso de poder econômico nas eleições do ano de 2004, sendo substituído, temporariamente pelo presidente da câmara na época, Henrique Fenelon. Houve, depois da cassação, novas eleições para prefeito, na qual o  foi o mesmo Henrique Fenelon.
As eleições municipais realizadas no ano de 2012 tiveram três candidatos a prefeito. O candidato Carlos Viégas Jr. (PDT), ex-vereador, teve 4.113 votos correspondendo a 8,90% do total de votos. O candidato Tenente Menezes (PRTB) teve 15.576 votos correspondendo a 33,70% do total, e o prefeito eleito foi Fred Gadêlha (PTB), tendo 26.537 votos correspondentes a 57,41% do total. A bancada da câmara municipal está dividida em 3 cadeiras para o PR, 2 cadeiras para o PSB, 2 cadeiras para o PSC, 2 cadeiras para o PTC, 1 cadeira para o PPS, 1 cadeira para o PC do B, 1 cadeira para o PP, 1 cadeira para o PMN, 1 cadeira para o PTB e 1 cadeira para o PSL, num total de quinze cadeiras. O total de eleitores que votaram nas últimas eleições foi de 49.477 pessoas, o que correspondente a 84,32% do total habilitados a participar.

## Economia
O município é um dos dez maiores centros econômicos do estado, Goiana produz cimento, embalagens de papelão, açúcar, cal, casos de algodão, móveis e artefatos de fibra de coco. As principais lavouras do município são de cana-de-açúcar, coco-da-baía, mandioca e fumo. Além de ter um comércio muito movimentado e com feira todos os dias. A economia começou a crescer mais aceleradamente depois da criação do Distrito Industrial de Goiana e do Polo Farmacoquímico e de Biotecnologia de Pernambuco, além do recente Polo Automotivo.
O PIB de Goiana é o oitavo maior da Região Metropolitana do Recife, destacando-se na área de agricultura, onde mantém o quarto maior do estado e na área de serviços. Nos dados do IBGE de 2011, o município possuía R$ 789.431 mil no seu Produto Interno Bruto. A participação no PIB do estado de Pernambuco era de 0,8% e o PIB per capita de R$ 10.389,02. Veja abaixo a composição do PIB de Goiana.

### Agricultura
O setor primário em Goiana possui como atividade principal a produção de cana-de-açúcar. É nessa área de cultivo onde está empregada a maior parte da mão-de-obra local. O município produziu só no ano de 2007, 1.017.500 toneladas de cana-de-açúcar. A cana foi o primeiro produto que moveu o Brasil, alavancando a economia brasileira durante o período colonial, sendo substituída pelo café no período imperial. Outra atividade rural de grande destaque no município é a do cultivo do coco-da-baía. Goiana é a maior produtora de calcário do estado de Pernambuco, a segunda maior produtora de areia industrial e de ferro do mesmo estado, e a terceira maior produtora de rocha fosfática de Pernambuco. Na aquicultura, Goiana também se destaca em sua região, ocupando 70% das áreas destinadas a esse tipo de agricultura dessa mesma região. Possuindo hectares principalmente na região dos rios Goiana e Megaó.
Monopolizadora na ocupação do solo, a cana-de-açúcar, em sua expansão, tem motivado a destruição de grande parte da cobertura florestal das várzeas e das encostas com altas declividades, apesar das restrições dessa última categoria de área ao uso agrícola, especialmente a culturas temporárias. Em consequência, a cobertura florestal, no espaço canavieiro de Goiana, restringe-se a alguns vales nas porções central e oriental do município, onde os remanescentes da Mata Atlântica apresentam-se, em sua maior parte, degradados ou substituídos por bambu (Bambusa vulgaris) e outras plantações. No ano de 2000, 53,6% do solo goianense, era ocupado por plantações de cana-de-açúcar. No município, as áreas reservadas a policultura eram equivalentes a 24,3% do total de áreas no litoral norte de Pernambuco no mesmo ano. Já as plantações de coco-da-baía estão localizadas na região centro-oriental do município, ocupando 2,5% da área dele e sendo o maior plantador desse produto no litoral norte.

### Indústria

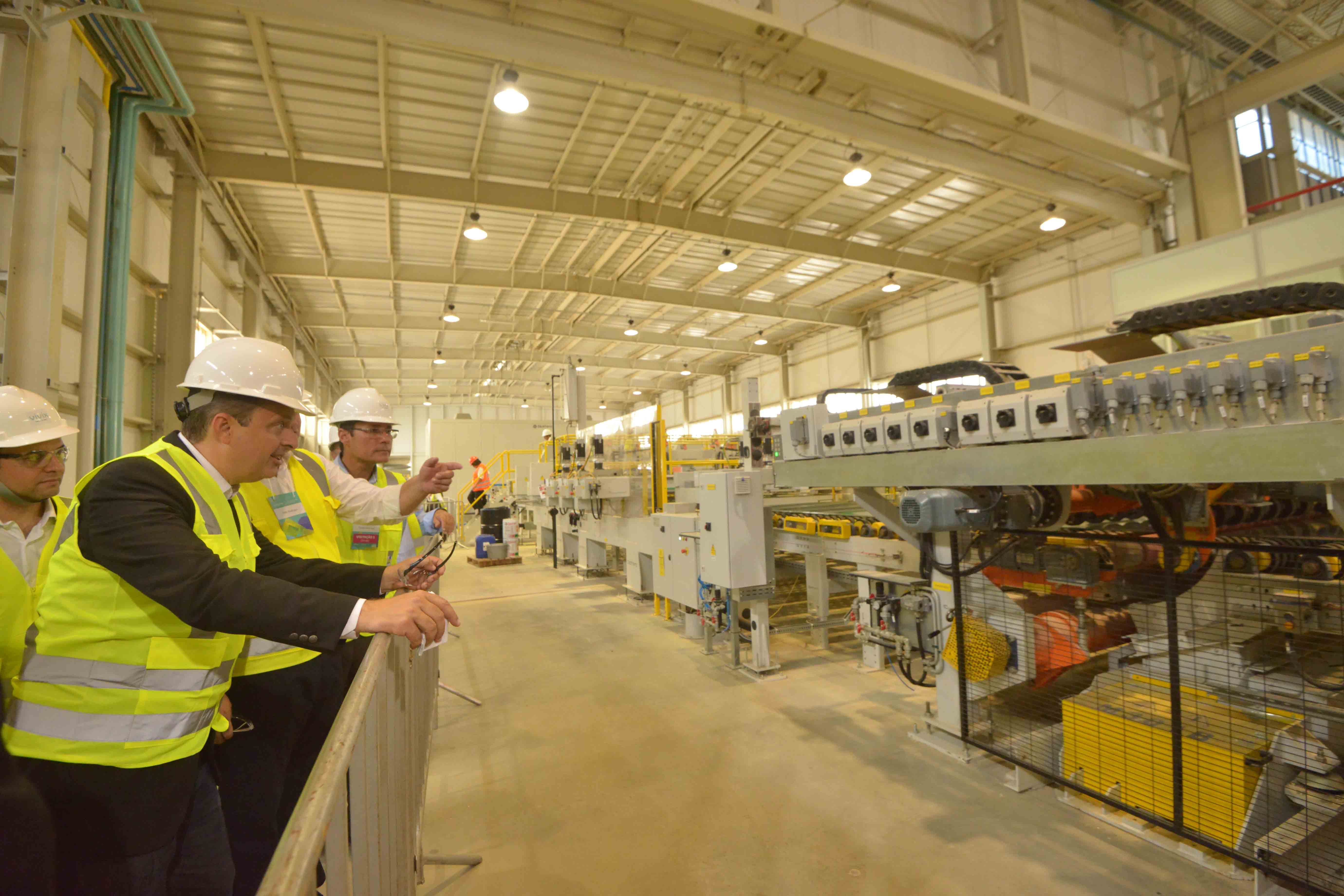
Fábrica de vidros planos.

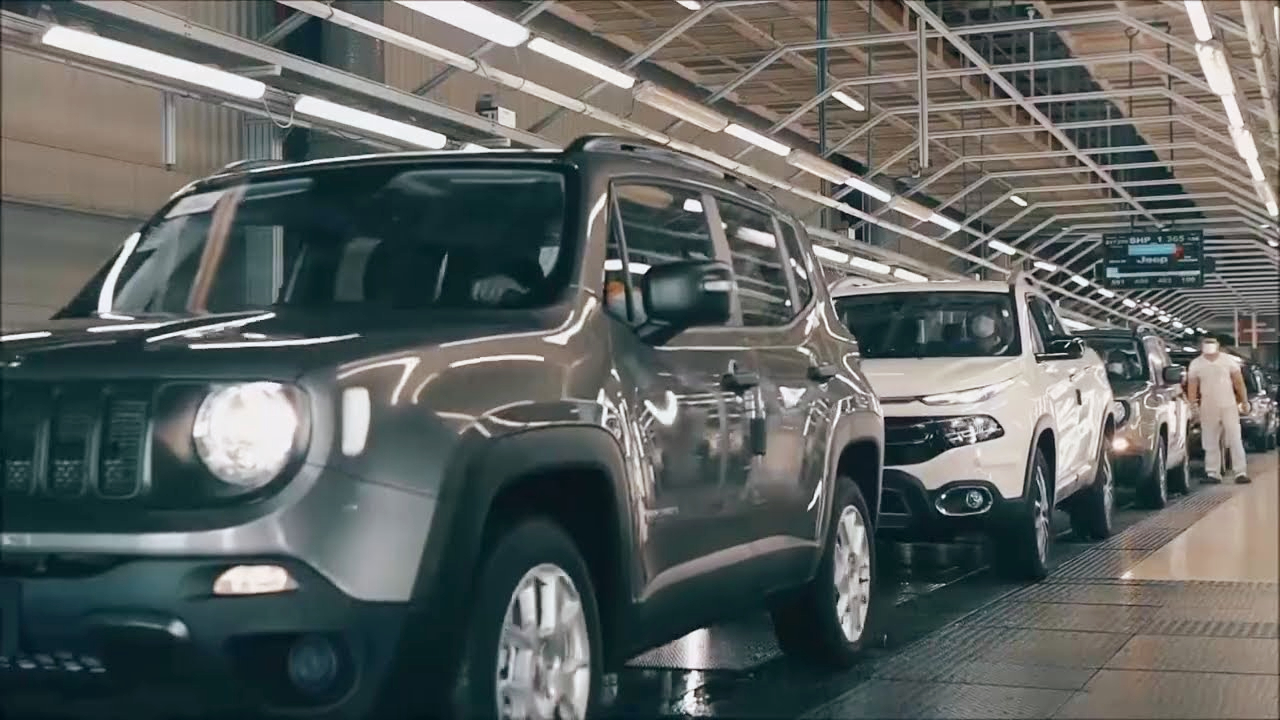
O Jeep Renegade é produzido na fábrica da FCA em Goiana, (Foto).

O setor secundário no município de Goiana possui grande importância desde o início do século XXI quando foi criada a FITEG, no município, desde então empresas como como Klabin, Nassau, Canaã e Produtos Pérola se estabeleceram no município.
O Distrito Industrial de Goiana foi criado pela lei estadual nº 950/2009, ele fica localizado no bairro da Nova Goiana, emprega dezenas de goianenses e contou inicialmente com quatro empresas, como a fábrica de sucos Canaã, ou a de alimentos Produtos Pérola, aumentando conforme o passar dos anos. A Klabin é uma papeleira que produz em Goiana, embalagens de papelão, a multinacional chegou ao município na década de 1960, empregando centenas de trabalhadores no Engenho Pedregulho. A Nassau é uma fábrica de cimentos localizada na ilha de Itapessoca, atualmente é a maior fábrica de cimentos do estado de Pernambuco e a segunda maior do país.
O setor secundário promete ganhar espaço na economia goianense, desde que foi anunciado que o Polo Farmacoquímico e de Biotecnologia do estado de Pernambuco ficaria localizado no município de Goiana. Em 9 de agosto de 2011, o Governo do Estado de Pernambuco divulgou que a nova unidade da Fiat Chrysler Automobiles, anteriormente prevista para o Complexo Industrial Portuário de Suape, será implantada em Goiana, junto com dezenas de sistemistas. Alguns dos sistemistas como a CBVP, já estão confirmados no Pólo Vidreiro.

### Comércio
O setor terciário atualmente é a principal fonte geradora do Produto Interno Bruto goianense. O centro comercial de Goiana é um dos mais movimentados da região, atualmente a feira livre sofre um caos, por culpa do pouco espaço reservado para os muitos feirantes. Assim como no resto do país o maior período de vendas é o Natal. No centro também é comum ver-se produtos contrabandeados, pirateados e falsificados, que em geral são CDs e DVDs pirateados e vendidos por preços mais baixos.

## Infraestrutura

### Saúde e educação

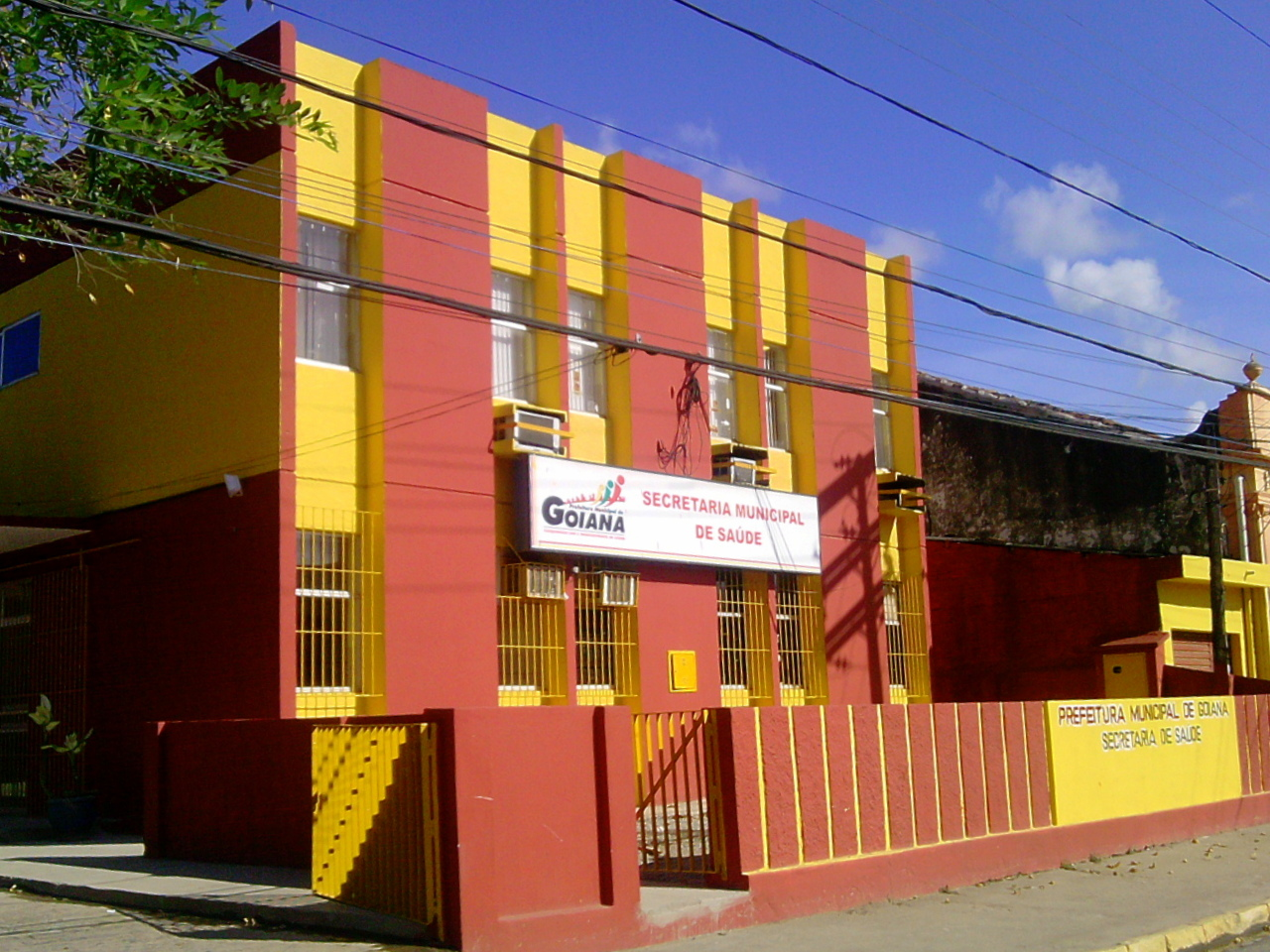
Secretaria de Saúde da cidade

Goiana possui 37 estabelecimentos de saúde, sendo 28 deles públicos e nove particulares, entre hospitais, pronto-socorro, postos de saúde e serviços odontológicos. O município possui 86 leitos para internação em estabelecimentos de saúde. No ano de 2008 a cidade possuía três hospitais, sendo dois públicos e um particular, destacando-se o Hospital Berlarmino Correia, administrado pelo governo do estado de Pernambuco. A taxa de fecundidade do município é de dois vírgula dois (2,2) filhos por mulher e a esperança de vida ao nascer é de 6,8%, segundo dados do Instituto Brasileiro de Geografia e Estatística para o ano de 2000. Segundo o DATASUS, a mortalidade infantil por cada mil nascidos vivos é de 25,1, sendo considerada baixo-média pela UNICEF. O IDH da longevidade de Goiana é de 0,730.

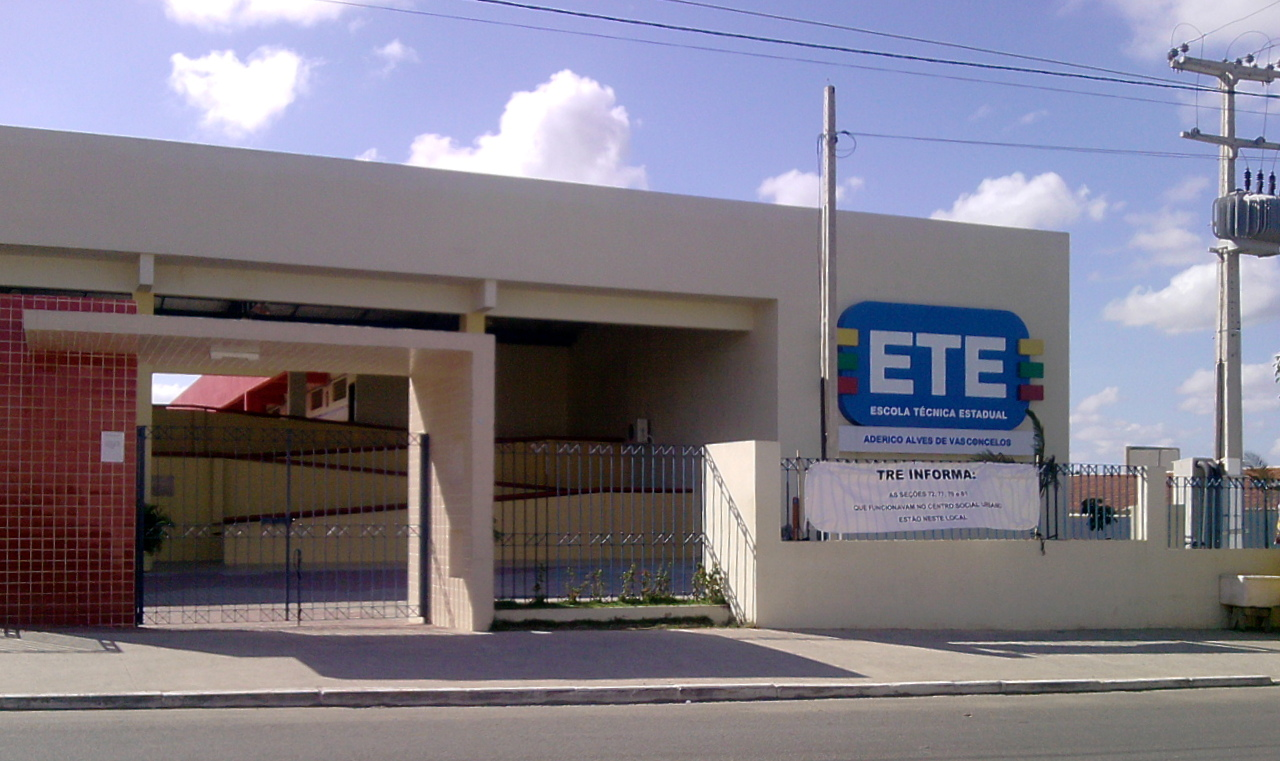
Escola Técnica Estadual

O município conta com 37 escolas municipais e dezenas de escolas estaduais e particulares. A Faculdade de Ciências e Tecnologia Prof. Dirson Maciel de Barros (Fadimad), é destaque na região atraindo alunos de cidade de até 60 km de distância. Está em obras na cidade a construção de uma unidade do SESC. E já estão concluídas as obras de uma Escola Técnica Estadual. O fator "educação" do IDH no município atingiu em 2000 a marca de 0,777 - patamar considerado médio segundo o Programa das Nações Unidas para o Desenvolvimento (PNUD) – e a taxa de analfabetismo indicada pelo último censo demográfico do IBGE foi de 18,3%.
| Ensino pré-escolar | 2.556  | 144 | 55 |
| Ensino fundamental | 15.033 | 707 | 60 |
| Ensino médio       | 4.798  | 231 | 9  |

### Segurança
O município de Goiana vem desde o começo do século XXI, em decorrência da violência urbana, conquistando a imprensa regional, principalmente pelos altos índices de criminalidade. Segundo o Governo do estado de Pernambuco, Goiana teve entre os meses Janeiro e Setembro do ano de 2009, 36 vítimas de crime letal e intencional, possuindo assim a 12ª colocação em números de crime desta categoria no estado. A microrregião de Goiana, a Zona da Mata Norte, possuiu no mesmo período 167 vítimas do mesmo crime. Sendo assim, Goiana responsável por 22% dos crimes na sua microrregião. Em todo o ano de 2009, o número de crimes na Mata Norte retrocedeu 21,92% em relação ao ano anterior. Um estudo realizado conjuntamente pela Rede de Informação Tecnológica Latino Americana (RITLA) mostra que Goiana é o 52ª município mais violenta dentro dos 5.564 municípios do Brasil, e a 45ª em homicídios na população jovem. Houve no município 240 homicídios entre os anos de 2002 e 2006, o ano em que eles mais aconteceram foi no de 2002. A cidade tem um Posto Avançado do Corpo de Bombeiros Militar de Pernambuco, localizado na Rua dos Bragas de Mendonça nº 20A, bairro: multirão, Próximo ao SESC de Goiana.contando com os serviços de Atendimento Pré-Hospitalar,  Combate a Incêndio, Salvamento e Vistorias preventivas.  Fone: 193 ou (031) (81) 8494-2924.

### Transportes
| Distância de Goiana aos principais centros nacionais | Distância de Goiana aos principais centros nacionais | Distância de Goiana aos principais centros nacionais |
| Cidade                                               | Distância (em km)                                    |                                                      |
| ---------------------------------------------------- | ---------------------------------------------------- | ---------------------------------------------------- |
| Recife                                               | 62,1                                                 |                                                      |
| João Pessoa                                          | 55,3                                                 |                                                      |
| Salvador                                             | 861                                                  |                                                      |
| Rio de Janeiro                                       | 1 917                                                |                                                      |
| São Paulo                                            | 2 655                                                |                                                      |
| Brasília                                             | 2 187                                                |                                                      |
| Belo Horizonte                                       | 2 105                                                |                                                      |

As avenidas duplicadas e pavimentadas melhoram o trânsito da cidade, possuindo maior movimento de carros e diversos semáforos. O crescimento no número de veículos de Goiana nos últimos dez anos está causando um movimento cada vez mais lento de carros, principalmente na Sede do município. O principal meio de transportes no município é o terrestre, o veículo mais usado é o automóvel, assim como na maioria das cidades do país. O transporte público mais utilizado de Goiana é o ônibus. A qualidade do transporte coletivo de passageiros é reflexo de um trabalho de planejamento estratégico pouco aceitado, com muita desorganização e poucas empresas, causando assim um monopólio. A rodoviária é de tamanho médio, não atendendo a demanda da cidade e é localizada em um subúrbio da cidade. O município conta também com alguns helipontos e um aeroporto privado de porte pequeno.

### Comunicações
No município, não se possui mídia escrita desde 2009. Sem imprensa própria, circulam então no município jornais da capital do estado, Recife, os principais são Folha de Pernambuco, Jornal do Commercio e Diário de Pernambuco. O município possui as rádios: Rede Brasil de Comunicação (antiga Maravilha), Nova FM e Goiana FM, além de também captar o sinal de diversas rádios do Recife, de João Pessoa, de Nazaré da Mata e de Timbaúba.
Em Goiana há serviços de internet discada e banda larga (ADSL) sendo oferecidos por vários provedores. A telefonia fixa é feita pela Oi Fixo. As operadoras Vivo, TIM e Claro oferecem serviço telefônico móvel. O DDD de Goiana é 81 e o CEP de todo o município é 55900-000. No início de 2009, Goiana passou a ser servida pela portabilidade, assim como as outras cidades de DDD 81. A portabilidade é um serviço que possibilita a troca da operadora sem a necessidade de se trocar o número do aparelho.

## Turismo

### Praias

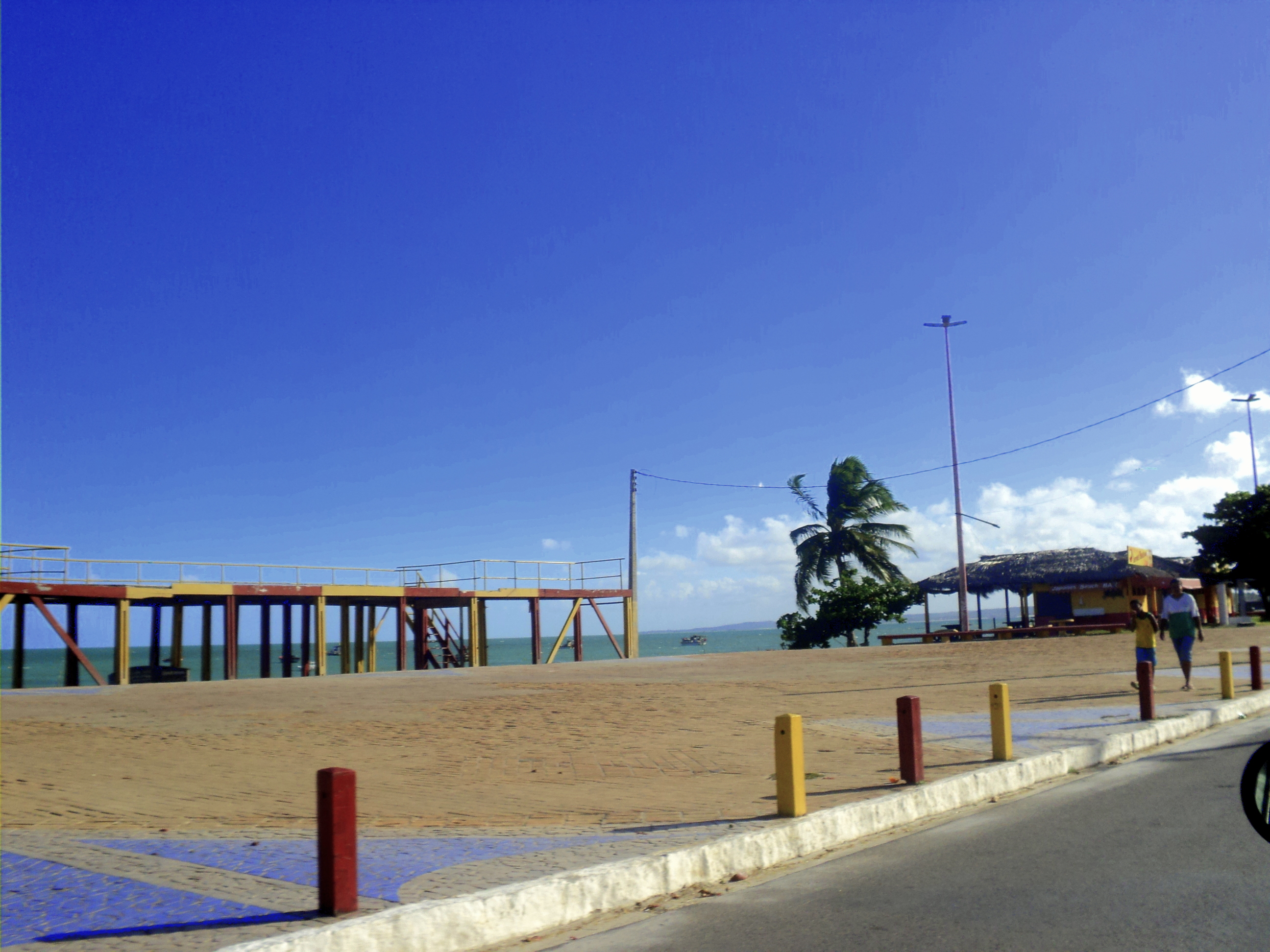
Palco central de Ponta de Pedras

Goiana possui, ao todo, seis praias em sua orla marítima, que conta com 18 km de extensão, sendo totalmente banhada pelo Oceano Atlântico. A praia mais frequentada de todas é a de Ponta de Pedras, e nesta mesma praia fica a Ponta do Funil, o ponto mais oriental do estado de Pernambuco. Algumas das praias preservam vegetação nativa da Mata Atlântica, que é o caso de Tabatinga e Barra de Catuama. Já a praia de Atapuz é mais frequentada por pescadores, e por sua proximidade do Projeto Peixe-Boi, que tem seu centro nacional na ilha de Itamaracá, é normal se ver o peixe-boi, espécie em estado de conservação ameaçado de extinção, em suas águas.
A praia de Carne de Vaca é a primeira praia do litoral de Pernambuco. Tem um estreito areal, com ondas pequenas e fracas, quando a maré baixa possui bancos de areia antes dos seus arrecifes. Fica localizada em uma vila, com poucas casas e uma vasta área de coqueiros. No norte, é a foz do Rio Goiana, onde se encontram manguezais e alagamentos, e ao sul, fica o Riacho Doce, que já participou de filmagens para a televisão, inclusive para uma minissérie do mesmo nome. Sua praia vizinha, a praia de Tabatinga possui coqueiros, mangues e casas de veraneio. Ela fica localizada em uma reserva florestal entre as praias de Carne de Vaca e Ponta de Pedra. Sendo a praia menos movimentada do município, e de fácil encontro com animais nativos da Mata Atlântica. A praia de Ponta de Pedra possui ondas fracas, areia fina e diversas colônias de algas na água.

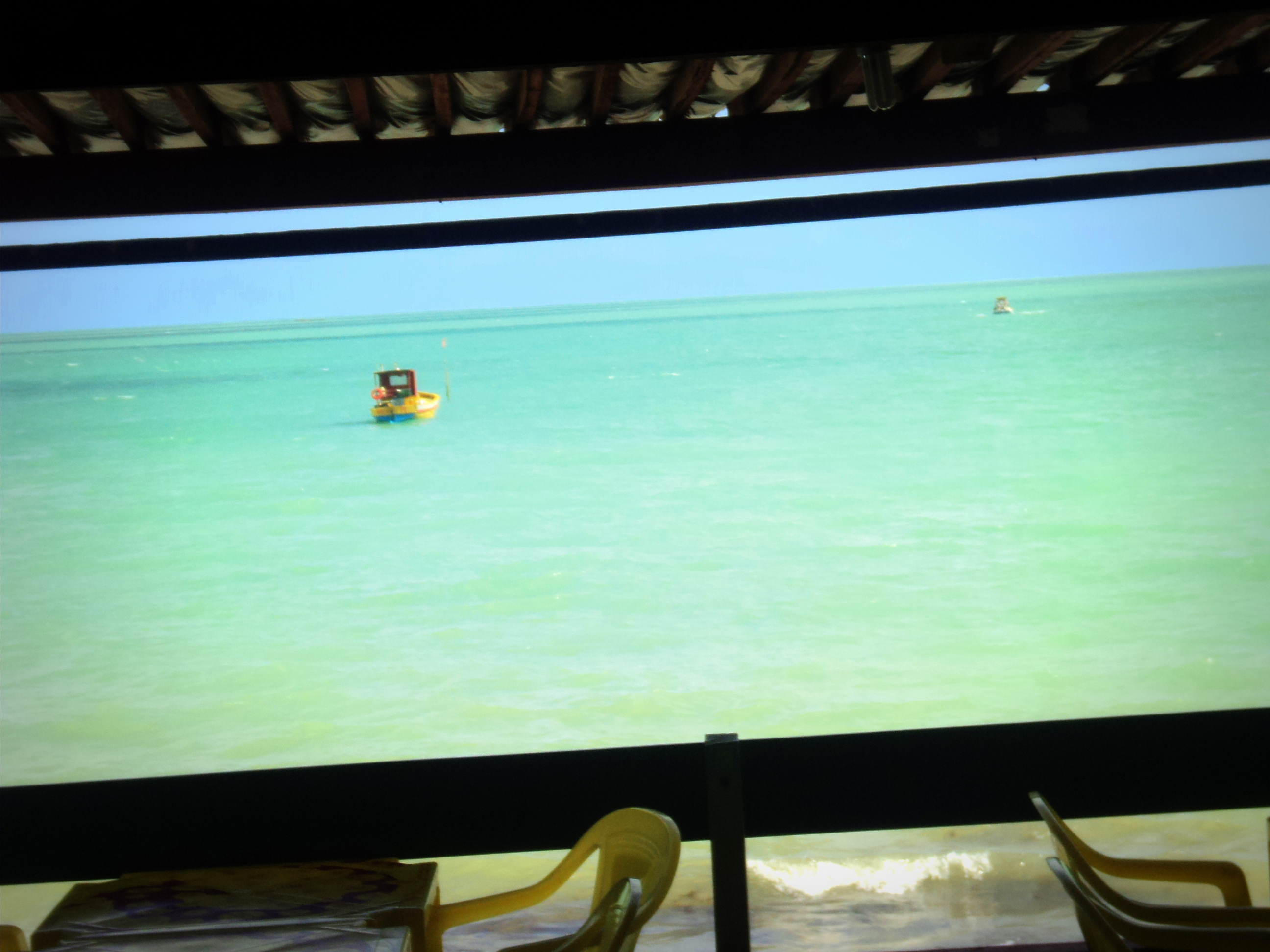
Praia de Ponta de Pedras

É sede de um distrito homônimo. Em Ponta de Pedras é fácil de se encontrar vários barcos de pescadores ancorados perto da costa. É a praia mais famosa de Goiana, sendo também a mais frequentada, recebendo milhares de turistas no verão, tando do estado de Pernambuco quanto do estado da Paraíba.
A praia de Catuama tem águas claras, arrecifes e areia molhada. Na maré baixa, se encontram bancos de areia, pedras e piscinas naturais. Está localizada na vila homônima, entre as praias de Ponta de Pedras e de Barra de Catuama. Maioria das casa encontradas na vila são de veraneio. Já a praia de Barra de Catuama, é tranquila e considerada perfeita para banho, ela mantém vegetação nativa da mata atlântica. Fica localizada entre a vila Catuama e a Ilha de Itapessoca. Da praia de Barra de Catuama se possui visão para as Ilhas de Itamaracá e de Itapessoca. A praia de Atapuz, última praia do município de Goiana, é localizada em uma vila de pescadores, entre a Ilha de Itapessoca e o Canal de Santa Cruz. Por sua proximidade do Projeto Peixe-Boi, que tem seu centro nacional na ilha de Itamaracá é normal se ver o peixe-boi, espécie em fase de extinção, em suas águas.

### Centro histórico

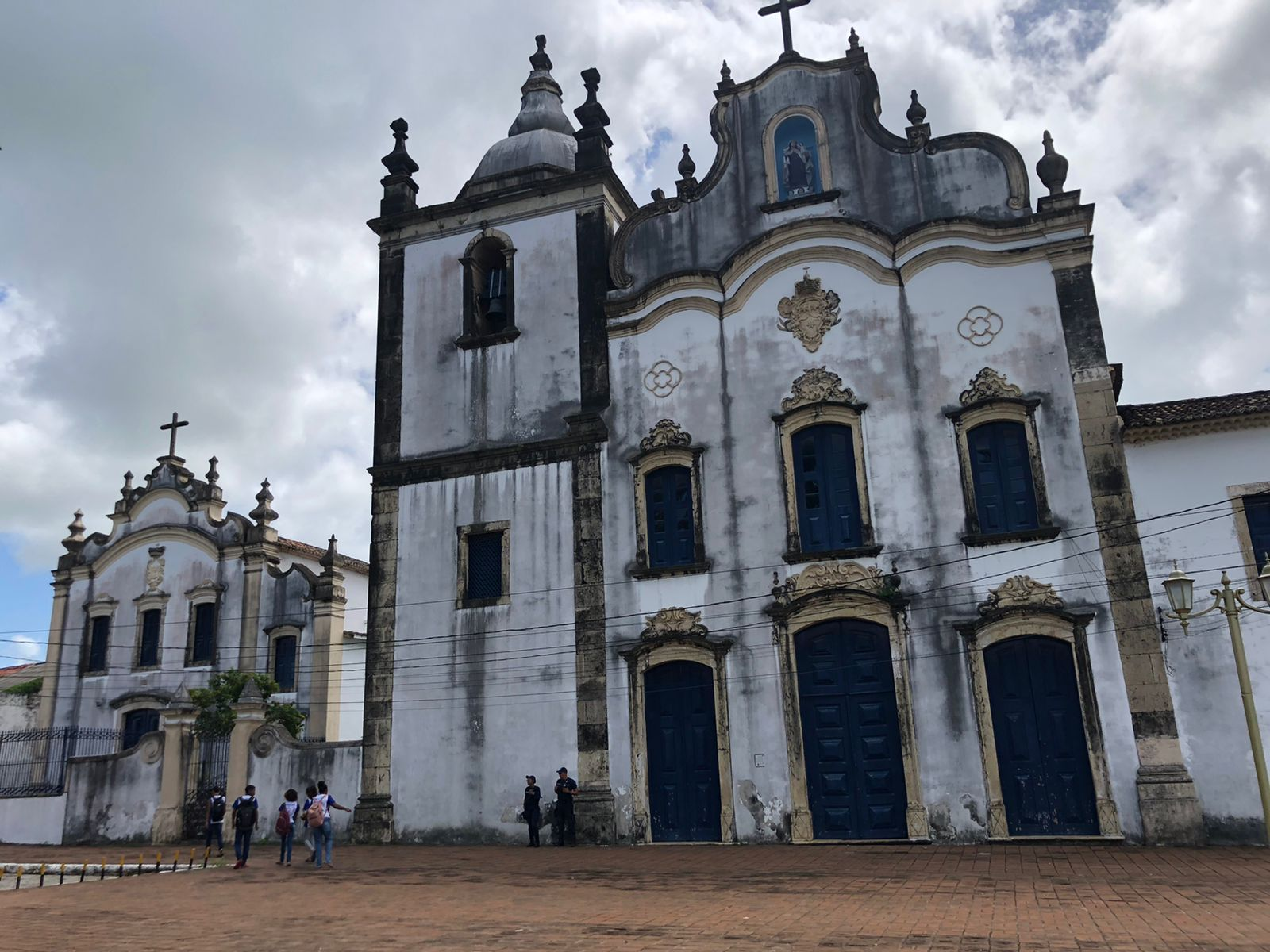
Igreja de Nossa Senhora do Carmo e Convento de Santo Alberto de Sicília (à direita) e Igreja da Ordem Terceira do Carmo (à esquerda), integrantes do Conjunto Arquitetônico Carmelita do século XVII.

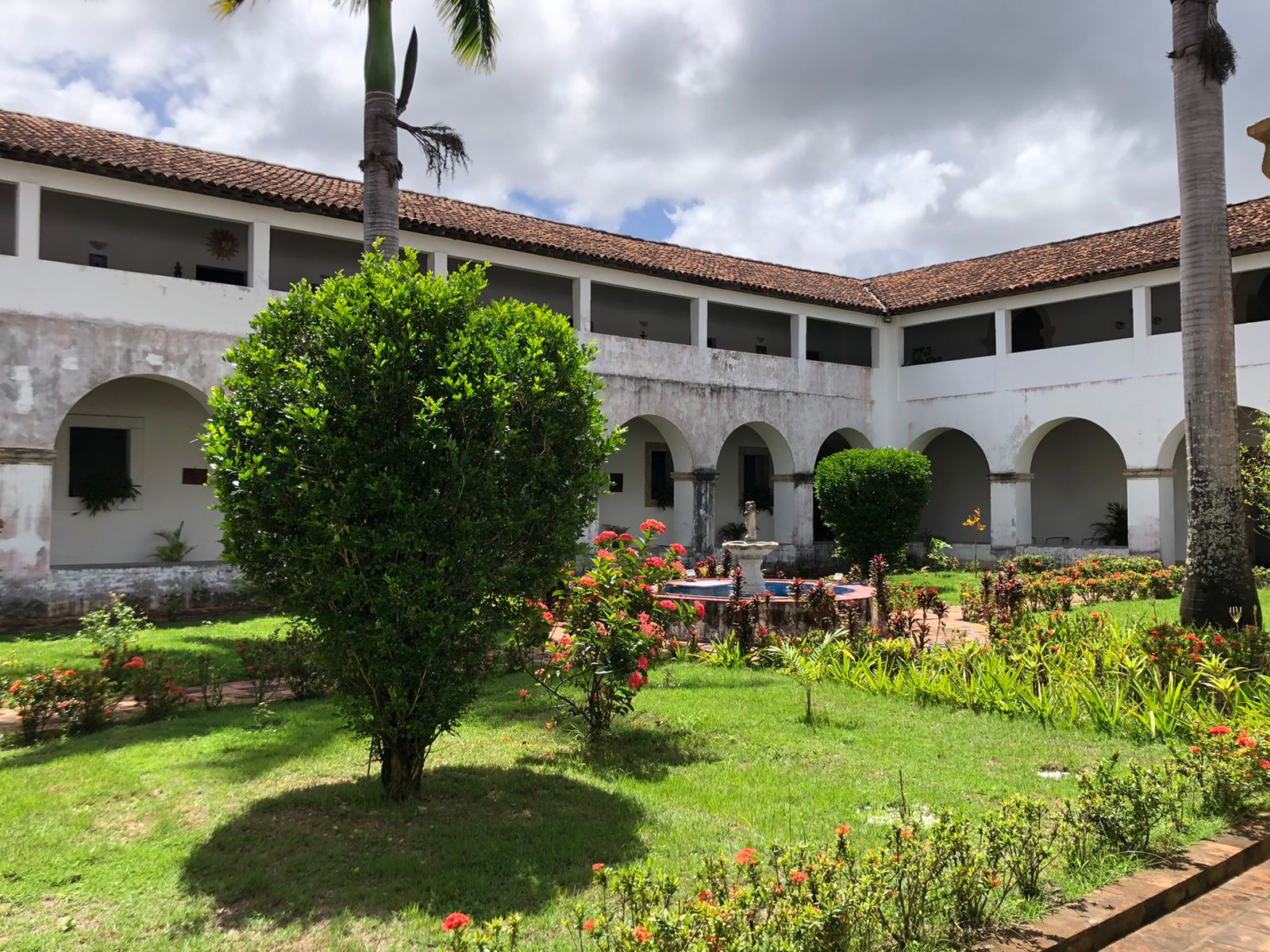
Jardim interno do Convento de Santo Alberto de Sicília.

O Centro Histórico de Goiana é considerado Patrimônio Histórico Nacional desde o ano de 1938. A cidade possui oito igrejas seculares monumentais no centro, sem contar os prédios tombados e a arquitetura em que eles foram construídos. A falta de conservação do patrimônio histórico de Goiana já foi discutida diversas vezes mais nada até agora foi resolvido para conter as rachaduras, vidros quebrados e outros problemas nos prédios seculares.
A Prefeitura de Goiana está localizada em um edifício com características históricas, situado na Avenida Marechal Deodoro da Fonseca. A Igreja Matriz de Nossa Senhora do Rosário dos Homens Brancos está localizada na mesma avenida da Prefeitura. É uma igreja em estilo barroco construída no século XVIII e declarada como Patrimônio Histórico Nacional, no ano de 1938. A Igreja de Nossa Senhora do Amparo dos Homens Pardos foi construída no século XVIII, com estilo barroco, estilo que era muito utilizado naquela época para construções de igrejas. Nas suas dependências se encontra o Museu de Arte Sacra de Goiana e é considerada patrimônio histórico nacional, que possui numerosas exposições de diferentes estilos, destacando o acervo de cerâmicas de Santos realizadas pelos artistas pernambucanos e as de Arte Sacra colecionadas entre os séculos XVII e XX. A Igreja de Nossa Senhora do Rosário dos Homens Pretos também foi construída em estilo barroco no ano de 1835 e declarada Patrimônio Histórico Nacional no ano de 1938, igual aconteceu com a maioria de seus edifícios e igrejas da redondeza, inclusive a Igreja de Nossa Senhora do Carmo, que pertence ao convento de Santo Alberto dos Carmelitas e foi construída no século XVII, no mesmo século do Convento, o Convento foi construído também em estilo barroco no século XVII, em seu interior é possível se encontrar com uma importante coleção de imagens sacras dos séculos XVI e XVII.

### Outros atrativos turísticos
A Igreja de São Lourenço de Tejucupapo, uma das igrejas mais importantes do município de Goiana, foi construída em meados do século XVI e é considerada uma das igrejas mais antigas do estado de Pernambuco. Merece especial destaque em seu interior, uma bela capela, um exemplar com grande valor histórico e arquitetônico.
O Restaurante Buraco da Gia foi criado por Luiz Moraes. O nome Buraco da Gia, escrito com g (escolha do dono), surgiu no ano de 1967, quando Luiz Moraes mudou-se para o local e verificou que ali havia uma cacimba onde morava uma jia. Com suas imensas patas, os caranguejos de seu Luiz espantam e encantam. Adestrados durante um ano, eles podem segurar um copo ou quebrá-lo, puxar carrinhos com quatro cervejas e abrir garrafas, tudo ao comando do mestre. Nomes como Juscelino Kubitschek, Gilberto Freyre, Assis Chateaubriand, Chacrinha e Jarbas Vasconcelos já participaram do Show do Caranguejo, onde seu Luiz ordena seus guaiamuns a segurarem o copo enquanto o cliente bebe cerveja ou refrigerante. Devido à sua simpatia e atenção com todos os clientes, seu Luiz já foi matéria de várias revistas e jornais, inclusive internacionais como o The New York Times. O restaurante também participou de programas de televisão como Hebe, Silvio Santos, Domingão do Faustão e os extintos Chacrinha e Que Delícia de Show, apresentado por Flávio Cavalcanti, na antiga TV Tupi.
O ecoparque Aparauá tem seu nome vindo do tupi-guarani, significando massaranduba (árvore da flora brasileira), é um espaço de preservação ecológica do Engenho Massaranduba do Norte. No engenho, os visitantes podem fazer trilhas ecológicas, tomar banhos de bica e em piscinas naturais, passear a cavalo, praticar pesca esportiva, com respeito à natureza e apoio social aos moradores das áreas circunvizinhas. O Engenho Uruaé foi construído no século XVII juntamente com a capela dedicada a Nossa Senhora da Piedade. João Alfredo viveu nesse local que possui ainda hoje seu estilo colonial típico preservado, composto pela casa grande, moita com chaminé, senzala e a já mencionada capela. Além de conter os móveis e utensílios da época em excelente estado. Logo na sua chegada, os visitantes são transportados para os tempos da cana-de-açúcar. O engenho encontra-se em ótimo estado de conservação e pode-se perceber uma preocupação com o meio ambiente por parte dos proprietários. Seus funcionários são vestidos como os servos de antigamente e palestras sobre os costumes da época são ministradas durante todo o ano.

## Cultura

### Música
A Sociedade Musical Curica (Banda Curica) foi fundada 1848, é a mais antiga banda da América Latina em atividade. Já a Banda Saboeira é a segunda banda mais antiga da América Latina em funcionamento, tendo sido fundada em 1849. Até hoje as duas bandas mantém ensaios periódicos e realizam apresentações em eventos públicos e particulares. Ganharam destaque depois da visita do imperador Dom Pedro II no ano de 1859.
A ciranda é uma dança solar e praieira, encontrada no litoral norte de Pernambuco. Segundo o musicólogo Padre Jaime Dinis, a palavra ciranda vem do espanhol Zaranda, que é um instrumento de peneirar farinha daquele país e teria evoluído da palavra árabe Çarand. Herdada pelos portugueses, a dança foi difundida a partir do município de Goiana. Ao mestre cirandeiro cabe tirar as cantigas e improvisar os versos. Os instrumentos básicos de uma ciranda são ganzá, bombo e o caixa podendo aparecer outros como a cuíca, o pandeiro, a sanfona e alguns instrumentos de sopro.

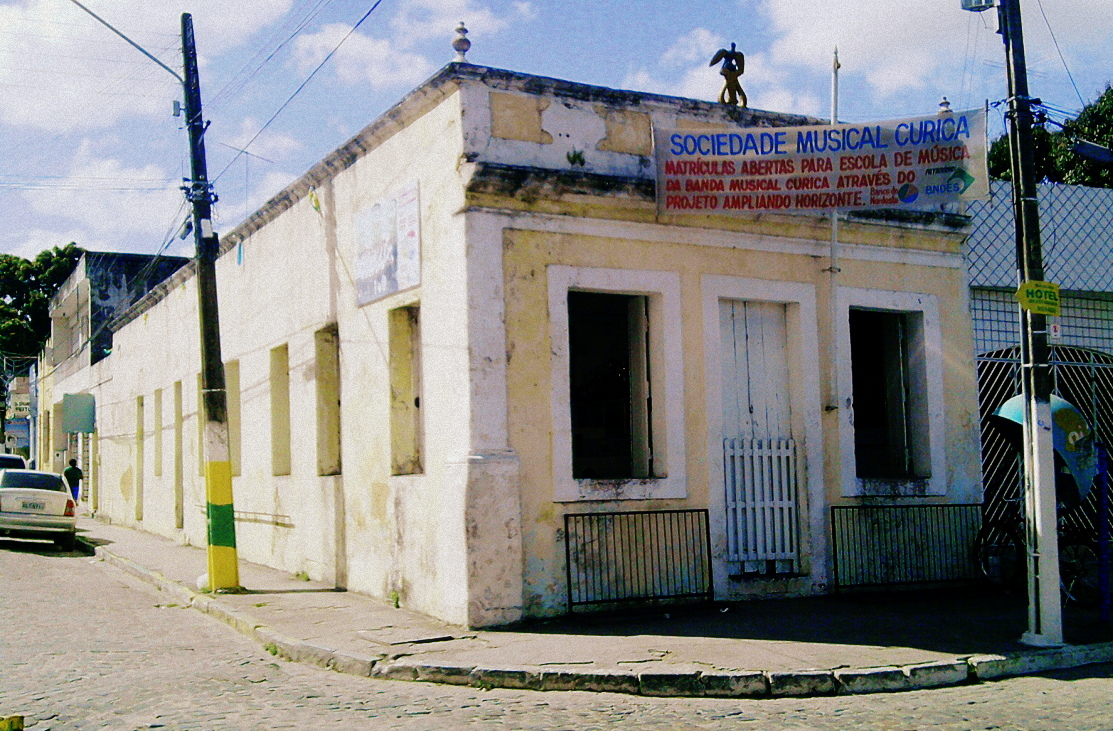
Sede da Banda Curica

Todo ano ocorre o evento do "Dia do músico" que é comemorado na própria data comemorativa sendo sempre em 22 de novembro. Além disso,os músicos sempre se unem para realizações de festivais e apresentações pela cidade, alguns realizados pelas bandas clássicas, como a Curica.

### Cinema
O Cine-Teatro Polytheama foi construído no ano de 1914 a antes de possuir este nome foi chamado de "Cine Nacar" e depois "Cine Rex", sendo desativado com a denominação Cine-Teatro Polytheama nos anos 1980. Por iniciativa da Fundação do Patrimônio Histórico e Artístico de Pernambuco vai ser reativado depois de uma reforma que custou R$ 1,2 milhão (um milhão e duzentos mil reais), o novo Polytheama disponibilizará 220 lugares para o público e foi inaugurado no primeiro trimestre de 2010.

### Artesanato
O município de Goiana possui artesãos de destaque no estado de Pernambuco, alguns, como Zé do Carmo possuem reconhecimento nacional e internacional, e outros como Tog, ganharam prêmios na Feira Nacional de Arte (Feneart).
Entre os artesões de Goiana, o mais destacado é Zé do Carmo, o qual é considerado patrimônio vivo de Pernambuco desde o ano de 2002. No ano de 1980 o artista Zé do Carmo foi convocado para fazer uma escultura para ser entregue ao Papa João Paulo II, ele fez então um anjo em formato de cangaceiro, e entregou ao arcebispo de Recife daquele tempo, Dom Hélder Câmara, que não aceitou e falou que não iria entregar ao Papa, naquele momento, o artista Zé do Carmo ganhou fama internacional pela polêmica. Hoje ele permanece em Goiana, fazendo suas esculturas. Antônio José da Silva, mais conhecido como Tog. Começou a trabalhar com o barro no ano de 1979, por incentivo de seus familiares. Ele é tricampeão na Feira Nacional de Arte (Feneart).
A artesã Maria Adélia Tavares, moradora da praia de Ponta de Pedras, foi a criadora do projeto Cestaria de Cana Brava, um grupo formado, predominantemente, por mulheres e filhas de pescadores. O artista João Boneco, conhecido também como mestre Joãozinho, é uma ceramista goianense, que buscou propagar a cerâmica artística goianense para Pernambuco e para o Brasil. Hoje é considerado um dos maiores ceramistas do estado de Pernambuco.

### Esportes
O município possui o estádio Agamenon Magalhães, com capacidade para 1.200 pessoas sentadas. O jogador Anderson Hernanes de Carvalho Andrade Lima, mais conhecido como Hernanes, foi jogador do Unibol Pernambuco Futebol Clube nos anos de 1999 e 2000. No ano de 2008 ganhou o Prêmio Craque do Brasileirão. Após se projetar como um exímio jogador pelo São Paulo Futebol Clube, Hernanes atuou por várias temporadas na Juventus, clube Italiano da cidade Turim. Atualmente joga pelo São Paulo Futebol Clube.

## Filhos notórios

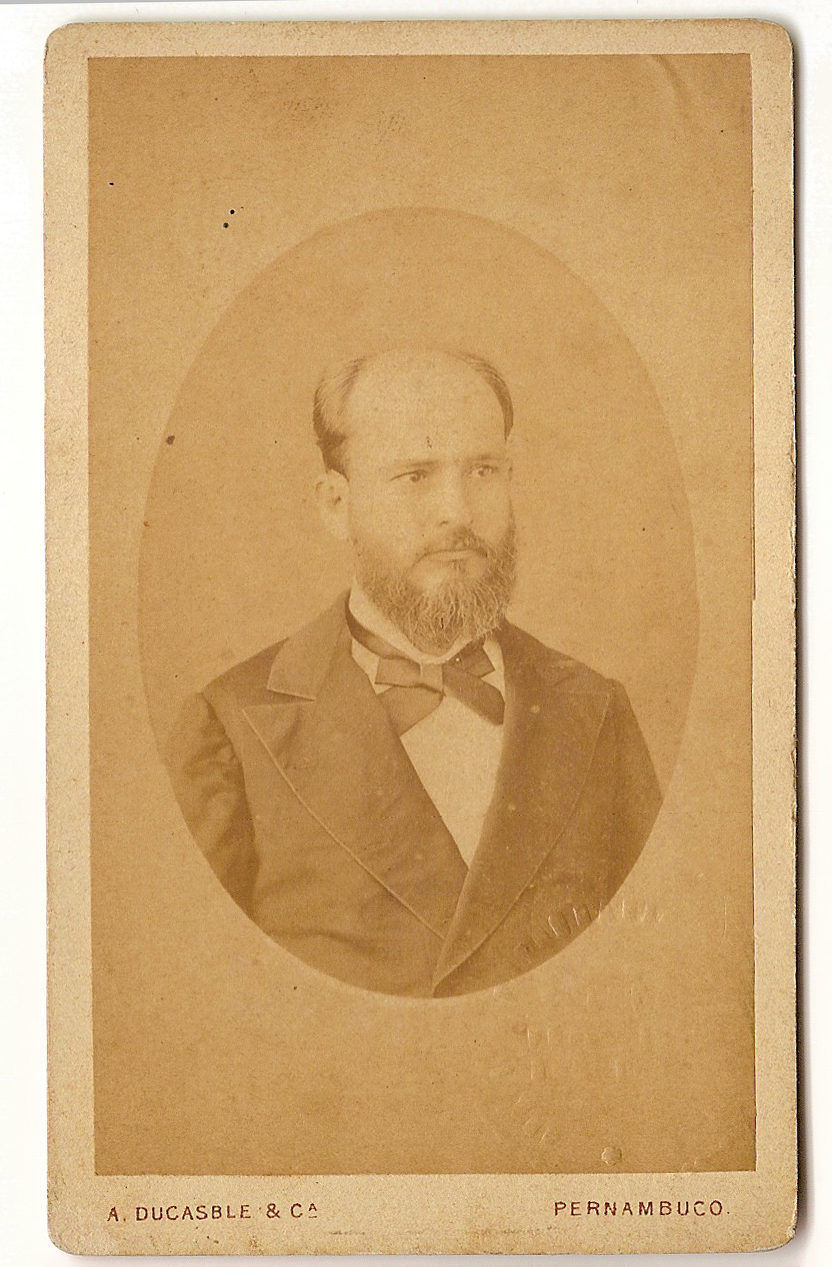
Joaquim José

- Ver Biografias de celebridades goianenses

## Eventos
O carnaval de Goiana é muito conhecido na região por trazer sempre cantores e bandas de grande sucesso e por alcançar trezentas mil pessoas, segundo a prefeitura da cidade. A principal atração são as apresentações dos grupos de caboclinhos, uma manifestação indígena, o município abriga os grupos mais tradicionais do estado, como o Caetés, o Sete Flexas, o Canindé e o Tabajara, por isso a cidade é conhecida também de terra dos caboclinhos. A cidade de Goiana será sede de um dos pólos do carnaval de Pernambuco.
Os integrantes dos caboclinhos desfilam com um arco e uma flecha nas mãos ditando o ritmo da música, que é tocada basicamente por pífano, ganzá e caixa de surdo. É com essa musicalidade que os componentes se apresentam pelas ruas, trajando tanga, cocar com penas, pulseiras, colares e braçadeiras multicoloridas. A dança representa o ritual da caçada indígena, caracterizada por saltos e trocas de pés. O cacique, o capitão e o guia são alguns dos personagens que compõem a manifestação. Já a festa de São João da cidade é conhecida por sua grandeza e por atrair multidões de pessoas, principalmente de Pernambuco e da Paraíba.

### Feriados municipais
- 5 de maio – Dia de elevação de Goiana a município.[144]
- 7 de outubro – Dia da padroeira municipal: Nossa Senhora do Rosário.[144]
- 8 de dezembro - Dia da padroeira estadual : Nossa Senhora da Conceição.